# Malaxis
Malaxis Sol. ex Sw., 1788 è un genere di piante angiosperme monocotiledoni appartenenti alla famiglia delle Orchidacee, dall'aspetto di piccole erbacee perenni.

## Etimologia
Il nome del genere deriva dal greco malakos = tenero, soffice, leggero, e potrebbe riferirsi alla consistenza delle foglie.

## Descrizione

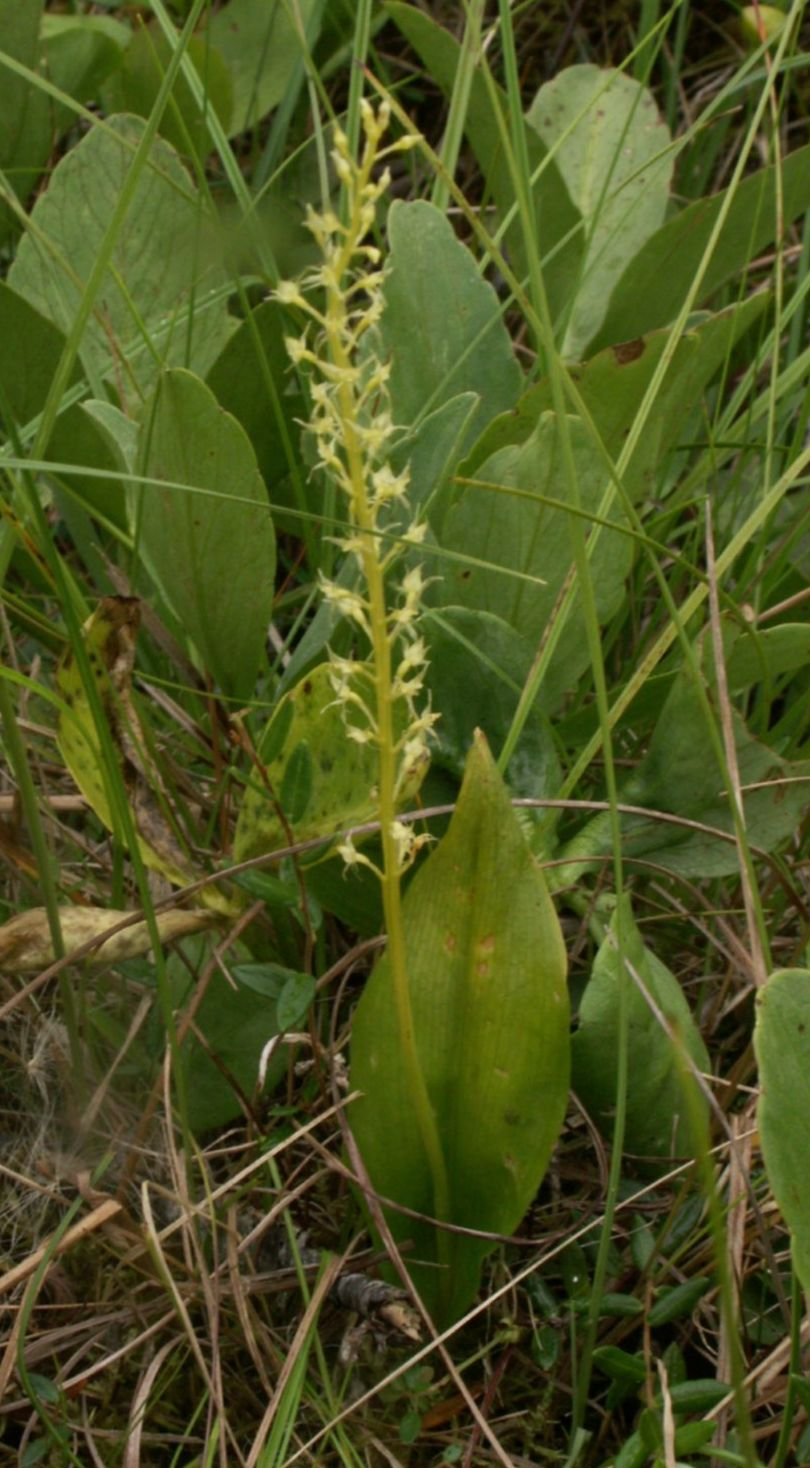
Il portamento (Malaxis monophyllos)

I dati morfologici si riferiscono soprattutto alle specie europee e in particolare a quelle spontanee italiane.
L'altezza di queste piante può arrivare fino a 30 cm; non sono piante molto appariscenti e sono inoltre piuttosto gracili. La forma biologica è geofita rizomatosa (G rhiz), sono piante perenni erbacee che portano le gemme in posizione sotterranea. Durante la stagione avversa non presentano organi aerei e le gemme si trovano in organi sotterranei chiamati rizomi; dei fusti sotterranei dai quali, ogni anno, si dipartono radici e fusti aerei.  Sono orchidee prevalentemente terrestri, raramente sono “epifite”, ossia vivono a spese di altri vegetali di maggiori proporzioni.

### Radici
L'apparato radicale  è secondario da rizoma. Le radici possono essere pelose. Larghezza media delle radici: 0,3-1 mm.

### Fusto
- Parte ipogea: la parte sotterranea del fusto è costituito da un rizoma a volte strisciante e tubercolato con pseudo-bulbi. Gli pseudo-bulbi sono a forma ovoidale e sono avvolti da guaine membranose. Le funzioni di queste strutture sotterranee sono quelle di alimentare la pianta, ma anche di raccolta dei materiali nutritizi di riserva.
- Parte epigea: la parte aerea è eretta e semplice e di colore verde.

### Foglie
Queste piante sono dotate di poche (massimo 5) foglie basali (alcune specie ne hanno una sola, altre ne possono essere prive). La forma va da lanceolata a ovata; possono avere una consistenza morbida. Sulla pagina fogliare sono presenti delle nervature parallele disposte longitudinalmente (foglie di tipo parallelinervie). Le foglie sono inoltre amplessicauli (avvolgono il fusto nella parte basale) e carenate. All'apice delle foglie possono essere presenti dei bulbilli fertili.

### Infiorescenza

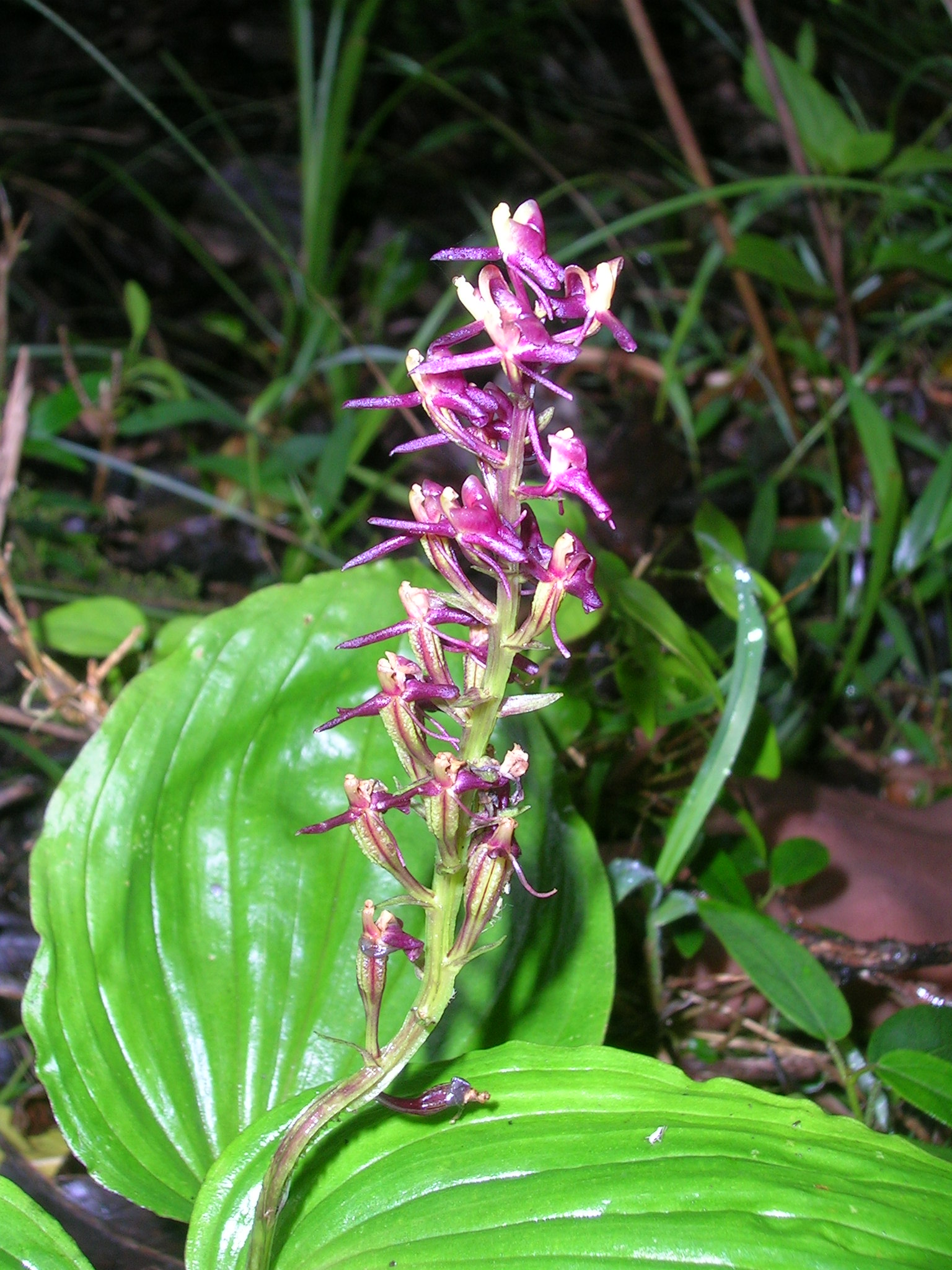
Infiorescenza (Malaxis densiflora)

L'infiorescenza in certe specie si compone di un racemo allungato e lasso (pochi fiori); in altre le infiorescenze sono più numerose di fiori (fino a 160) e a forma globulare quasi corimbosa o sub-ombrellata; in altre possono essere ramificate. In questo genere di orchidee alcune specie non hanno i fiori resupinati; in altre i fiori sono resupinati (ossia ruotati di 180°); in altre ancora presentano una doppia torsione per un totale di 360°, quindi il labello si trova nella posizione nativa (in alto). I fiori sono posizionati all'ascella di piccole brattea floreali o setose. 

### Fiore
I fiori sono ermafroditi ed irregolarmente zigomorfi, pentaciclici (perigonio a 2 verticilli di tepali, 2 verticilli di stami (di cui uno solo fertile – essendo l'altro atrofizzato), 1 verticillo dello stilo).
- Formula fiorale: per queste piante viene indicata la seguente formula fiorale:

X, P 3+3, [A 1, G (3)], infero, capsula
- Perigonio: il perigonio è composto da 2 verticilli con 3 tepali (o segmenti) ciascuno (3 interni e 3 esterni). Tutti i tepali sono a disposizione patente. Possono essere liberi come concresciuti. Quelli esterni in genere sono più grandi di quelli interni (ad esclusione del labello). Dimensioni medie dei tepali: 1-6 mm.
- Labello: il labello è semplice (non diviso in due parti) ed è privo dello sperone. La forma in genere è ovata ed è più grande degli altri tepali. Può essere lievemente concavo e forma un cappuccio a protezione degli organi riproduttori. La parte terminale è intera o dentata (o tri-lobata) a seconda delle specie.
- Ginostemio: lo stame con le rispettive antere (in realtà si tratta di una sola antera fertile biloculare) è concresciuto con lo stilo e forma una specie di organo colonnare chiamato ginostemio[5]. Il polline è conglutinato in pollinii (o masse polliniche) più o meno incoerenti. I pollinii sono forniti di un retinacolo (una ghiandola vischiosa che ne favorisce l'adesione al corpo degli insetti pronubi). L'ovario è infero e sessile, ed è formato da tre carpelli fusi insieme[3].
- Fioritura: fine primavera, inizio estate.

### Frutti
Il frutto è una capsula obvoide pedicellata con diverse coste e deiscente per alcune di queste. Al suo interno sono contenuti numerosi minutissimi semi piatti. Questi semi sono privi di endosperma e gli embrioni contenuti in essi sono poco differenziati in quanto formati da poche cellule. Queste piante vivono in stretta simbiosi con micorrize endotrofiche, questo significa che i semi possono svilupparsi solamente dopo essere infettati dalle spore di funghi micorrizici (infestazione di ife fungine). Questo meccanismo è necessario in quanto i semi da soli hanno poche sostanze di riserva per una germinazione in proprio.

## Biologia
La riproduzione di queste piant può avvenire in modi diversi: 
- per via sessuata grazie all'impollinazione degli insetti pronubi; ma la germinazione dei semi è condizionata dalla presenza di funghi specifici (i semi sono privi di albume – vedi sopra).
- per via vegetativa in quanto il rizoma possiede la funzione vegetativa per cui può emettere gemme avventizie capaci di generare nuovi individui.
- in alcuni casi è possibile anche la riproduzione per via asessuata, con formazione di strutture, denominate bulbilli che, staccandosi dalle foglie della pianta madre, garantiscono la propagazione[7].

## Distribuzione e habitat
La distribuzione delle specie di questo genere è prevalentemente Eurasiatica e Nord Americana (zone tropicali e subtropicali ad eccezione delle specie europee). L'unica specie presente in Italia predilige le zone umide e vive sull'arco alpino. La tabella seguente mette in evidenza alcuni dati relativi all'habitat, al substrato e alla diffusione di questi fiori relativamente allo specifico areale alpino.
| Specie         | Comunità vegetali | Piani vegetazionali | Substrato | pH     | Livello trofico | H2O   | Ambiente    | Zona alpina    |
| -------------- | ----------------- | ------------------- | --------- | ------ | --------------- | ----- | ----------- | -------------- |
| M. monophyllos | 14                | montano collinare   | Ca Ca/Si  | basico | basso           | umido | B3 B6 F3 I2 | SO TN BZ BL UD |

Legenda e note alla tabella.

Per il “substrato” con “Ca/Si” si intendono rocce di carattere intermedio (calcari silicei e simili); vengono prese in considerazione solo le zone alpine del territorio italiano (sono indicate le sigle delle province).
Comunità vegetali:
7   = comunità delle paludi e delle sorgenti
14  = comunità forestali
Ambienti:
B3 = siepi e margini dei boschi
B6 = tagli rasi forestali, schiarite, strade forestali
E1 = paludi e torbiere basse
F3 = prati e pascoli mesofili e igrofili
I2 = boschi di latifoglie

## Tassonomia
Il genere Malaxis comprende oltre 150 specie.
Alcuni autori suddividono il genere in più sezioni:
- Sect. Commelinodes (Schltr.) Seidenf. (1978)
- Sect. Crepidium (Blume) Seidenf. (1978)
- Sect. Gastroglottis (Blume) Seidenf. (1978)
- Sect. Glossochilus (Schltr.) Seidenf. (1978)
- Sect. Hololobus (Schltr.) K. D. Hill & Blaxell (1985)

### Specie spontanee italiane
L'unica specie presente in Italia è:
- Malaxis monophyllos (L.) Sw. (1800) – Microstile: è alta fino a 30 cm; generalmente ha una sola foglia; il labello termina in modo acuminato.

Malaxis paludosa (L.) Sw. (1800) è attualmente considerata sinonimo di Hammarbya paludosa (L.) Kuntze.